# Giuseppe Asperti
Le conte Giuseppe Asperti (né en 1807 à Milan) est un homme politique italien.

## Biographie
Giuseppe Asperti a été député du royaume d'Italie durant la VIIIe législature.